# Condado de Buncombe
O Condado de Buncombe é um dos 100 condados do estado americano da Carolina do Norte. A sede do condado é Asheville, e sua maior cidade é Asheville. O condado possui uma área de 1 709 km² (dos quais 10 km² estão cobertos por água), uma população de 206 330 habitantes, e uma densidade populacional de 121 hab/km² (segundo o censo nacional de 2000). O condado foi fundado em 1791.